# Jules Dewaquez

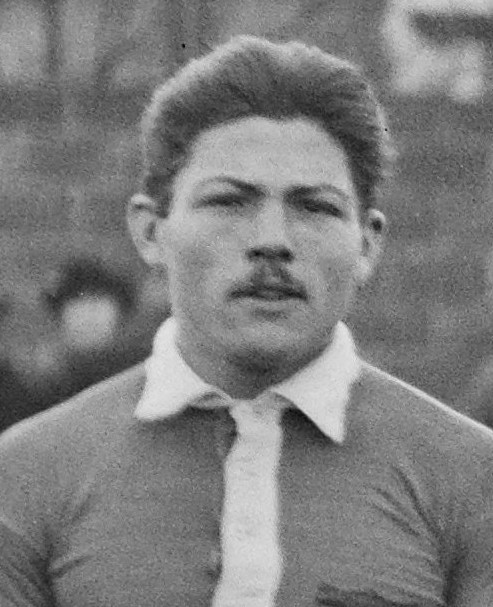
Jules Dewaquez (1920)

Jules Dewaquez (* 9. März 1899 in Paris; † 12. Juni 1971 in Lyon) war ein französischer Fußballspieler und -trainer.

## Die Vereinskarriere
Der nur 1,69 Meter große Flügelstürmer mit dem Oberlippenbart, meist „Julot“ gerufen, spielte bis Mitte des Ersten Weltkrieges bei US Saint-Denis und wechselte dann zu Olympique de Pantin in seiner Geburtsstadt. Bei diesem Verein entwickelte er die Eigenschaften, die ihn zu einem der erfolgreichsten Spieler Frankreichs während der 20er Jahre werden ließen: er war ein wendiger und schneller Dribbler, verfügte über einen „satten Schuss“ und war – ungewöhnlich für jemanden seiner Größe und Spielposition – auch außerordentlich kopfballstark. Dewaquez arbeitete tagsüber in seinem erlernten Beruf als technischer Zeichner, war also ein echter Amateur, errang aber bereits im Alter von 18 Jahren einen nationalen Titel: mit Pantin gewann er 1918 den französischen Pokal bei dessen allererster Ausspielung, stand zudem 1919 und 1921 erneut im Pokalfinale. Außerdem wurde er auch früh zum Nationalspieler.
1924 verpflichtete ihn Olympique Marseille, wo er 1926 und 1927 zwei weitere Male Pokalsieger wurde. Eine landeseinheitliche Meisterschaft wurde vom französischen Verband FFF erst ab 1932 durchgeführt, so dass Dewaquez keine offizielle Meisterschaft gewann. Inoffiziell allerdings gelang ihm das, als Marseille 1929 Platz 1 in der höchsten Kategorie des Landes (Championnat de France par Catégories) belegte. In Marseille wurde er auch zum „heimlichen Profi“, d. h. der Klub unterstützte ihn finanziell beim Aufbau einer Existenz im Einzelhandel und soll zudem monatliche Auflaufprämien bezahlt haben. 1930 wechselte der Flügelstürmer zu OGC Nizza, für das er auch noch ein Jahr (1932/33) unter professionellen Bedingungen spielte und mit seinem Klub Platz 7 in der Division 1 (Gruppe B) erreichte. Seine aktive Karriere ließ er im Jahr danach bei AS Biterroise ausklingen, wo er als Spielertrainer bereits in seine neue Rolle neben der Außenlinie hineinwuchs.

### Stationen
- US Saint-Denis (1915–1917)
- Olympique de Pantin, 1918/19 in Olympique de Paris umbenannt (1917–1924)
- Olympique Marseille (1924–1930)
- OGC Nice (1930–1933)
- AS Biterroise Béziers (1933/34, als Spielertrainer)

## Der Nationalspieler
Zwischen Januar 1920 und Mai 1929 spielte Jules Dewaquez insgesamt 41-mal in der Équipe Tricolore (22 für Paris, 19 für Marseille), davon vier Spiele als Mannschaftskapitän, und erzielte in der Nationalelf 12 Tore. Die „Flügelzange“ Dewaquez/Dubly gehörte bis 1925 zu den besten Europas. Er vertrat Frankreich zudem bei drei olympischen Fußballturnieren (1920 in Antwerpen, 1924 in Paris und 1928 in Amsterdam). Bis Étienne Mattler ihn 1938 übertraf, war er zudem französischer Rekordnationalspieler.

## Leben nach der aktiven Zeit
Vor dem Zweiten Weltkrieg trainierte er viele Jahre seinen letzten Verein in Béziers, der zwar ein professionelles Statut besaß, es aber in dieser Zeit nie in die höchste Spielklasse (Division 1) schaffte. Nach 1945 trainierte er FC Grenoble, Olympique Marseille (1946/47), AS Aix und Lyon OU, bevor er sich in den frühen 1950er Jahren aus dem Fußball zurückzog und in Lyon als Abteilungsleiter eines großen Autohauses arbeitete.

## Palmarès als Spieler
- Französischer Meister: inoffizieller Meister 1929 mit Marseille
- Französischer Pokalsieger: 1918 (mit Pantin), 1926, 1927 (jeweils mit Marseille); zudem Finalist 1919, 1921 (mit Paris), schoss in den fünf Endspielen auch drei Tore
- 41 A-Länderspiele, 12 Tore

| Personendaten    | Personendaten                             |
| ---------------- | ----------------------------------------- |
| NAME             | Dewaquez, Jules                           |
| KURZBESCHREIBUNG | französischer Fußballspieler und -trainer |
| GEBURTSDATUM     | 9. März 1899                              |
| GEBURTSORT       | Paris                                     |
| STERBEDATUM      | 12. Juni 1971                             |
| STERBEORT        | Lyon                                      |